# Johann Conrad Dürr

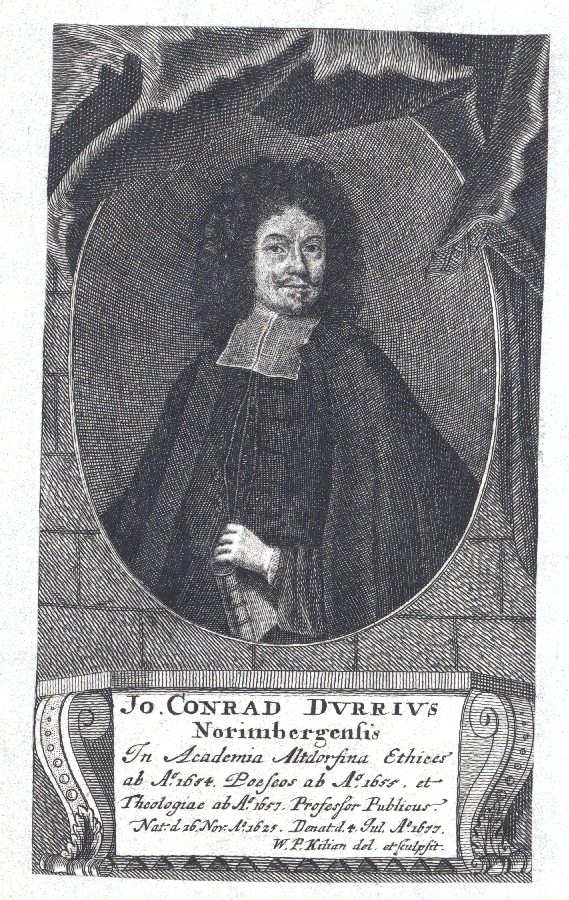
Johann Conrad Dürr

Johann Conrad Dürr (auch Johann Konrad; * 26. November 1625 in Nürnberg; † 4. Juli 1677 in Altdorf bei Nürnberg) war ein deutscher lutherischer Theologe, Polyhistor und Hochschullehrer.

## Leben
Dürr war Enkel eines Pfarrers. Er bekam seinen ersten Unterricht an der Nürnberger Sebaldusschule unter Rektor Johannes Vogel. Anschließend besuchte er das Egidiengymnasium der Stadt und ging 1643 an die Universität Altdorf. Er studierte neben der Philosophie und Theologie auch die Philologie, unter anderem bei Theodor Hackspan und Johann Michael Dilherr. Er soll ein fleißiger Student gewesen sein und erhielt nach einem Jahr 1644 einen Bakkalaureusgrad. 1648 wurde er zum Magister promoviert. Dürr verließ danach die Universität für weitere Studien. Zunächst ging er an die Universität Jena um Philosophie und Theologie zu hören. Dort verblieb er ein knappes Jahr und absolvierte mehrere Disputationen. Eine weitere Station nahm er an der Universität Helmstedt. Das Angebot, dort eine Professur der Metaphysik und Logik anzunehmen, lehnte er allerdings am Ende seines Aufenthalts ab.
Dürr ging zunächst als Hofmeister nach Leipzig. 1651 erhielt er dort einen Ruf als Inspektor des Alumnats in Altdorf. 1654 übernahm er an der Altdorfer Universität die Professur der philosophischen Sittenlehre von Jacob Bruno. Bereits 1655 erhielt er zudem die Professur der Poesie. 1657 wechselte er unter Beibehaltung der philosophischen Professuren an die Theologische Fakultät. An dieser erhielt er eine Professur der Theologie und Moralphilosophie. Als Moralphilosoph galt er als Autorität im fränkischen Raum. In seiner Zeit an der Universität Altdorf war er zwölfmal Dekan sowie dreimal Rektor.
Im Jahr 1704 setzte die römisch-katholische Glaubenskongregation sein 1675 in Nürnberg erschienenes Werk Tractatus theologici tres ... auf den Index der verbotenen Bücher.

## Werke (Auswahl)
Eine ausführliche Werkliste befindet sich bei Georg Andreas Will im Nürnbergisches Gelehrten-Lexicon.
- Ab Eo Olim Privatim Dictatum, Nunc vero Multorum rogatu cura cujusdam ejus discipuli luci publicae commissum, Sengenwald, Jena 1660.
- Institutiones Ethicae: In Tres Partes Secundum Normam Ordinis Analytici Digestae, Hagen, Altdorf 1661.
- Ethica Paradigmatica, Iuxta Ordinem Aristotelicum In Nicomachiis Observatum, Per Aphorismos Digesta, Societas, Jena 1670.
- Disputatio Ethica De Iure Talionis, Schönnerstaedt, Altdorf 1672.
- Christianismi Per Hypotheses Et Dogmata Socinianorum Eversio, Meyer, Altdorf 1673.
- Compendium Theologiae Moralis, Meyer, Altdorf 1675.
- Tractatus theologici tres:
1. Brevis commentatio historico-theologica de religione christiana in Germaniam et singulatim in rempublicam noribergensem introducta et hucusque conservata.
2. Isagoge in libros normales seu symbolicos ecclesiae noribergensis.
3. Observationes ad textum Augustanae Confessionis. Endter, Nürnberg 1675.